# Carel van Wankum
Carel Anthonie (Carel) van Wankum (Amsterdam, 22 april 1896 - Overschie, 20 oktober 1961) was een Nederlands roeier. Eenmaal nam hij deel aan de Olympische Spelen, maar won bij die gelegenheid geen medaille. 
Op de Olympische Spelen van 1928 in Amsterdam maakte hij op 32-jarige leeftijd zijn olympisch debuut op het roeionderdeel twee zonder stuurman. De roeiwedstrijden vonden plaats op de Ringvaart bij Sloten, omdat de Amstel was afgekeurd door de Internationale Roeibond FISA. De wedstrijdbaan van 2000 m was vrij smal en hierdoor was het olympische programma verlengd. Totaal was er 3000m rechte baan beschikbaar, zodat ook extra oefenwater beschikbaar was. Via een speciaal systeem met repèchages waren ploegen niet direct uitgeschakeld, maar konden zich middels een herkansing alsnog kwalificeren voor de halve finale. Bij de twee zonder stuurman werd  hij met zijn roeipartner Hein van Suylekom uitgeschakeld in de halve finale met een tijd van 7.30,2. Hiermee eindigde ze op een zesde plaats in het eindklassement.
Hij was aangesloten bij roeivereniging Dare Devil Club in Rotterdam. Van beroep was hij directeur van een scheepvaartbedrijf.

## Palmares

### roeien (twee zonder stuurman)
- 1926:  EK in Luzern
- 1927:  EK in Como
- 1928: 6e OS in Amsterdam - 7.30,2

### roeien (twee met stuurman)
- 1925:  EK in Praag

Hein van Suylekom · 
Carel van Wankum